# 平滑果刺虫
平滑果刺虫（学名：Carpocanthum lubricum）为针球虫科果刺虫属的动物。在中国，分布于南海等海域。